# One Churchill Place

One Churchill Place är en skyskrapa i Canary Wharf i London, Storbritannien. Byggnaden är den brittiska banken Barclays Bank PLC:s huvudkontor.